# Mimosa pauperiodes
Mimosa pauperiodes är en ärtväxtart som först beskrevs av Arturo Erhardo Erardo Burkart, och fick sitt nu gällande namn av Renée Hersilia Fortunato. Mimosa pauperiodes ingår i släktet mimosor, och familjen ärtväxter. Inga underarter finns listade i Catalogue of Life.